# Xã Silver, Quận Carlton, Minnesota
Xã Silver (tiếng Anh: Silver Township) là một xã thuộc quận Carlton, tiểu bang Minnesota, Hoa Kỳ. Năm 2010, dân số của xã này là 457 người.